# Миргородський краєзнавчий музей
Миргородський краєзнавчий музей — краєзнавчий музей у місті Миргороді Полтавської області; зібрання матеріалів з історії, матеріальної та духовної культури Миргородщини, зокрема значні колекції виробів місцевих майстрів; осередок культури міста і району.
Миргородський краєзнавчий музей є одним із найстаріших музейних закладів на Полтавщині.

## З історії музею

Давня скульптура на подвір'ї музею

Офіційно музей у Миргороді був відкритий 1 травня 1920 року згідно з рішенням Миргородського повітового комітету.
Ініціатором створення музею був викладач Миргородської художньо-промислової школи ім. М. В. Гоголя, художник, етнограф, педагог, знавець української архітектури й старовини Опанас Сластьон. Саме Сластьон очолив комісію по збору експонатів для музею.
Першим директором музею був Іван Якович Плескач, а Опанас Сластьон очолював музей на громадських засадах. Спочатку музей мав історико-краєзнавчий профіль, згодом називався художньо-промисловий і науковий музей.
В основу музейної колекції лягли як речі з особистої колекції Опанаса Сластьона, так і предмети, передані до нього миргородськими дворянами Старицькими, Зайончковськими, Яковенками, Ярошенками. Також до музею надійшли речі з колишніх поміщицьких садиб Ковалевських, Вульфертів, Фролових-Багреєвих, Гартингів, Данилевських, Капністів, Чарнишів, Гоголів-Яновських, Лук'яновичів та інших.
Під час Німецько-радянської війни значну частину колекцій музею було знищено, приміщення закладу було спалено. У 1947 році музей відновив свою діяльність.
Протягом свого існування заклад декілька разів змінював своє місце розташування. У теперішньому приміщенні музей перебуває від 1996 року.
Нині (2010-ті) Миргородський краєзнавчий музей — це культурно-освітня і науково-дослідна установа, яка працює в напрямку поглиблення вивчення історико-культурної спадщини краю, збереження та використання пам'яток матеріальної та духовної культури.

## Фонди, експозиція та діяльність

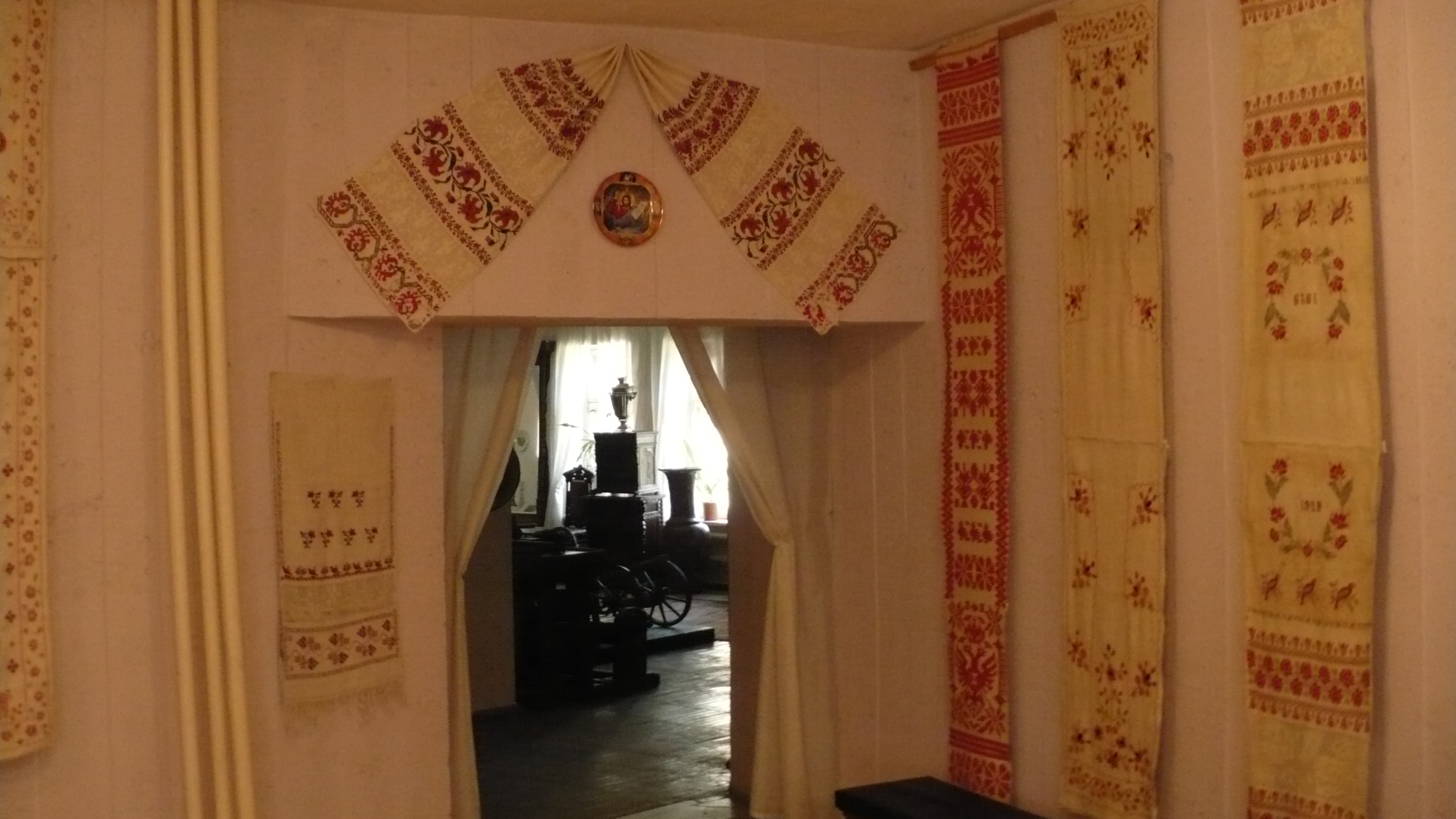
У Миргородському краєзнавчому музеї оформлено навіть перехід до наступної зали

Фонди Миргородського краєзнавчого музею налічують понад 15 000 експонатів, серед них колекції нумізматики, живопису та графіки, вишивки, кераміки, писанок, побуту та етнографії.
Станом на сьогоднішній день (кінець 2000-х років) у музеї працює 3 постійнодіючих експозиційних розділи: 
- «Найдавніший Миргород та Миргородщина козацької доби початку XVIII–XIX століть»;
- «Розвиток кераміки на Миргородщині»;
- «Побут та промисли Миргородщини минулих століть».

Виставкова зала музею постійно запрошує відвідувачів оглянути тимчасові тематичні експозиції.
В музеї постійно проводяться численні тематичні екскурсії, художні виставки, конференції, тематичні години, громадські і мистецькі заходи.
Протягом 1997—2015 років працівниками музею видано 12 книжок з історико-краєзнавчої тематики.